# Gabriel Alonso Marín
Gabriel Alonso Marín es un pintor español nacido en Ceuta en 1969 que vive y trabaja en Valencia.

## Biografía y valoraciones de su obra
Reside en Valencia desde 1971. Cursó la especialidad de pintura en la Facultad de Bellas Artes de San Carlos de la Universidad Politécnica de dicha ciudad, donde se doctoró en 1997. 
Antes de esta fecha, su obra pictórica se caracterizó por la presencia de la figura humana aislada, prescindiendo de elementos tridimensionales. Predominaba el interés por la fusión de elementos diferentes del cuerpo en una anatomía imaginaria intencionadamente distorsionada por medio de varias técnicas experimentales.
Después de estudiar los procedimientos metamórficos en el grabado y la ilustración gráfica del siglo XIX en su tesis Híbridos, zoomorfos y antropomorfos. De la tradición grotesca al arte contemporáneo, su pintura se orientó hacia la representación narrativa de las figuras en el espacio dentro de una estética grotesca de "marionetas visuales" (Rosa Ulpiano, 2004), ligada a la caricatura y al cómic que se expresa preferentemente mediante el óleo, la acuarela y el gouache. 
El crítico Juan B. Peiró (2003) ha resumido la evolución de la pintura de Gabriel Alonso desde el predominio de lo zoomórfico hacia la teatralización escenográfica de sus cuadros como “una extraordinaria síntesis de tradición y trasgresión”. Llama la atención “el desparpajo con que G. Alonso funde eruditas referencias de la tradición trasgresora pictórica (Goya, Manet, Picasso, por citar algunos ejemplos), con el humor negro y las estrategias representativas del subgénero “cómic para adultos”. Así, las pesadillas, los recuerdos, las obsesiones de la infancia, las relaciones personales… pueblan como sombras cambiantes las paredes imaginarias de un gabinete de psicoanalista en que el autor, personaje y espectador ocupan diversas y contradictorias posiciones”, hasta conformar una especie de ensayo pictórico como ha sugerido Prats Ribelles (2002).
Se han ocupado de la pintura de Gabriel Alonso otros autorizados críticos que han puesto de relieve la singularidad de un pintor figurativo difícil de encasillar, cuyo arte luminoso y lleno de frescura imaginativa, entre ingenuista y ácido, roza lo literario y parafrasea temas fundamentales de la pintura moderna, del cine y del cómic (Marín Medina, 2002). Arte cuya esencia radica en la capacidad para hacer cohabitar realismo e intimidad, tristeza y sublimidad, burla y verdad, cuyo resultado es una especie de universo encantado donde el tiempo, a veces, parece suspendido (Berthier, 2006).
Juan Manuel Bonet (2005)  con motivo de la exposición presentada en la Casa Velázquez de Madrid, el 2005, señala que sus cuadros tienen algo de pequeñas canciones tabernarias, cuadros cuyo tema es la vida cotidiana, cargados de mala baba, de espíritu satírico, de desasosiego vital, que muestran a un pintor capaz de hallar poesía en lo más trivial, apareciéndosenos, más allá de la sal gorda, como un peatón que retiene aspectos encantadores del aire de la calle…. En este mismo aspecto insiste Antonio Aróstegui (2006-2007) resaltando que la aparente cotidianidad de los asuntos no resta rigor al trabajo pictórico de este artista que, desde el bloc de apuntes pasa al boceto y al lienzo sin margen a la improvisación, ni desatender un ápice la técnica (Martín Ruiz, 2006). Peiró coincide en que los dibujos previos son auténticos bocetos de sorprendente claridad, que destilan una refinada elaboración, y que la aplicación de la pintura está resuelta con una decisión y facilidad apabullantes.
El crítico de arte Miguel Cereceda (2008) resume que Gabriel Alonso por encima de su sólida formación académica como pintor, en su fase pictórica más reciente se muestra con absoluta deshibinición y expontaneidad. "se dirige a la pintura no sólo con la verdadera libertad que exige e impone todo verdadero artista, sino también con la absoluta desinhibición, la espontaneidad y la inocencia de quien tiene una relación gozosa y amorosa con su trabajo y disfruta verdaderamente con lo que hace" lo que da lugar a una apariencia de ingenuidad y de juego, divertida y placentera a la vez. Gabriel Alonso no se dirige “de un modo reverencial y respetuoso a la tradición de la pintura". Por el contrario, se sirve de recursos técnicos caricaturísticos propios del cómic y de la ilustración gráfica. Entre ellos Robert Crumb, el autor del gato Fritz y de Mr. Natural, ocupa un lugar preferente. […] Al igual que éste, tampoco Gabriel Alonso es un pintor políticamente correcto, en el sentido de que su pintura esté mediatizada por algún tipo de prejuicios morales o sociales. Por el contrario, pinta sus deseos, sus gozos y sus fantasías, ajeno por completo a consideraciones morales e incluso cuando se ocupa de los problemas sociales como el tráfico, el ruido, la inmigración o el vandalismo callejero, los toma como pretextos burlones para desarrollar composiciones gozosas y divertidas. Recreándose por ejemplo en las pintadas y los grafitis callejeros o en las escenas de inmigrantes que tocan su música en el metro para ganar dinero, o que pasean con sus niños junto a las viviendas sociales, como si se tratase de escenas costumbristas, en las que la vida urbana aparece sorprendida en su riqueza y su diversidad. La suya es entonces una pintura amable. Una pintura que se dirige de modo deleitoso a la contemplación del mundo y nos lo representa, sin trauma, […] no porque la realidad misma no sea traumática sino tan sólo porque su mirada la contempla sin dolor, sin amargura y sin resentimiento".

### Becas y distinciones
Gabriel Alonso ha sido becario de la Fundación Rodríguez Acosta, del programa Art Visual de la Generalitat Valenciana y miembro residente, becado por el Ayuntamiento de Valencia, en la Casa de Velázquez (2004-2006). Su obra ha sido expuesta en la Feria ARCO con las galerías valencianas Val i 30, y Galería I Leonarte, y en otras ciudades europeas como París, Lieja, Aquisgrán y Lisboa. En 2002 fue seleccionado para participar en la exposición colectiva Desde los'90 (Sala Parpalló, MUVIM), posteriormente exhibida en Alicante y Elche. Ha obtenido, entre otros los primeros premios de la Academia de Bellas Artes de San Carlos (2004) y del Salón de Otoño del Ateneo Mercantil de Valencia (2005).

### Ediciones y publicaciones
Ha editado dos series de 16 aguafuertes tituladas "Los Rubens de Madrid" (2005-2006), y ha ilustrado la serie de Francesc Aledón Les nostres auques (L'Eixam/Denes/Camacuc), 2001-2008, así como cubiertas de libros de Teresa Garbí, poemas de Manuel Molina, Jaime Siles en Corondel, José Mas, Luis Sánchez, Luis-Felipe Navarro y la imagen de portada de DivulgaMat. También figura entre los ilustradores de la revista Art Teatral, y del nº dedicado a Carlos Marzal: Hotel del Universo en Litoral: Revista de poesía, arte y pensamiento, 239. Diez acuarelas suyas componen, conjuntamente con poemas de José Mas, el libro de artista Luces y versos, editado por Krausse (2010). Edición limitada de 25 ejemplares, encuadernados a mano, firmados y numerados.
Es autor de los estudios "El animal-símbolo en Los Caprichos, (en Túa Blesa, ed., Mitos Actas del VII Congreso Internacional de Semiótica. Zaragoza: Tropelías, 1998. I., 312-313; y "Entre la ilustración y la caricatura. J. J. Grandville y la proyección del humor metamórfico en España hacia 1840". El Gnomo, 9 (2000), pp. 121-181.

## Exposiciones individuales recientes
- 2004: Crónicas del sordo. Club Diario Levante. Valencia
- 2006: Lidia XXI. Galería I Leonarte. Valencia[8]
- 2006: Desacato historicista. Galería Artetrece. Madrid[9]
- 2006: Adiós al sordo. Instituto Francés de Valencia.
- 2007: Desacato XXI. Museo de las Murallas Reales. Ceuta.[10]
- 2007: Pinturas. Galería La Decoradora. Alicante
- 2008: Legible. Galería del Tossal. Valencia.
- 2008: Obra en papel. Societat Coral El Micalet. Valencia.
- 2009: Para vivir así". Galería I Leonarte. Valencia.
- 2010: Metamorfosis XXI. La Llotgeta. Valencia. Medio:Pdn

## Obra en Museos y colecciones públicas
Hay obra suya en la Consellería Ayuntamientos de Valencia
- Jávea (Alicante)
- Benasque (Huesca)
- O Barco (Ourense)
- Estepa (Sevilla)
- Cullera
- Alfafar
- Aldaia
- Xirivella
- Sueca
- Mislata
- Albaida
- Godella y Picasssent (Valencia)
- Diputación de Castellón
- colecciones de Ibercaja (Valencia)
- Bancaja (Sagunto)
- CAM (Burjasot)
- Ateneo Mercantil de Valencia
- U.N.E.D. Centro “F. Tomás y Valiente” (Alzira-Valencia)
- Museo de Ceuta
- Real Academia de Bellas Artes de San Carlos (Valencia)
- Consorci de Museus de la Generalitat Valenciana
- Casa de Velázquez (Madrid)
- Universitat Politécnica de Valencia[11]